# Stromovka
Stromovka är en park i Tjeckiens huvudstad Prag.  Stromovka ligger 190 meter över havet.